# Brachmia blandella
Brachmia blandella — вид лускокрилих комах з родини виїмчастокрилі молі (Gelechiidae).

## Поширення
Вид поширений в Європі. Трапляється на лісистих окраїнах і пустощах.

## Опис
Розмах крил 12-14 мм.

## Спосіб життя
Імаго розлітаються з червня по серпень. Є одне покоління на рік. Личинки живляться на улексі європейському. Вид зимує як молода личинка в легккій обгортці на рослині-господарі. Заляльковування відбувається на початку червня.